# J'ai rêvé de lumière
J'ai rêvé de lumière est un roman de Pierre Molaine publié en 1963 aux éditions Calmann-Lévy.
Le manuscrit original de J'ai rêvé de lumière se trouve dans le Fonds Pierre Molaine de la Bibliothèque municipale de Lyon.

## Résumé
« Un p'tit prof' de rien du tout » affecté au « lycée de T. », voilà comment se juge le héros de ce roman, Marcel Chazal. 
Il supporte ses disgrâces physiques. Il s'estime sans réel mérite. Il se sait sans grand avenir. Il ne nourrit nulle ambition. Il ne se leurre d'aucune chimère. 
Sa seule richesse est son idéal. Il aime sa mère, son métier et ses élèves, qui le lui rendent avec passion. Il a le sens du devoir, l'instinct du sacrifice et le culte du bien. Il rêve de cette lumière ineffable qui est la paix absolue de l'âme.
Elle brillera pour lui un jour en la personne de Colette, une enfant aveugle qu'il adopte. Ce modeste, au cœur secret et pur, aura, avant de périr à la guerre, en 1940, la révélation et la mesure de son exacte stature morale, quels qu'aient pu être, par ailleurs, ses déboires sur le plan sentimental.